# メアリー・マーラ
メアリー・T・マーラ（英語: Mary T. Mara、1960年9月21日 - 2022年6月26日）は、アメリカ合衆国の俳優。
『刑事ナッシュ・ブリッジス』のブリン・カーソン役や、『ER緊急救命室』、『ロー&オーダー』、『ミスター・サタデー・ナイト』への出演で知られる。

## 生涯
サンフランシスコ州立大学卒。セントローレンス川で遊泳中に溺死し、61歳で死去した。